# Gustaf Malmström (försäkringsman)
Gustaf Fredrik Malmström, född 28 februari 1859 i Borrby socken, död 10 juli 1945 i Malmö, var en svensk försäkringsman.
Gustaf Malmström var son till kyrkoherden Johan Georg Malmström. Efter mogenhetsexamen i Lund 1876 blev student vid Lunds universitet och 1879 filosofie kandidat samt 1883 filosofie licentiat där. Malmström anställdes 1884 som föreståndare för reassuransavdelningen vid det nybildade Brand- och lifförsäkringsaktiebolaget Skåne i Malmö och flyttade 1889 som kamrer till det då grundade Brandförsäkringsaktiebolaget Norrland till Sundsvall. Han återvände 1895 till bolaget Skåne som dess direktörsassistent och bidrog till att bolaget utvecklades till ett av Sverige större. 1909–1932 var han bolagets VD. På Malmströms initiativ bildades som dotterbolag till Skåne Återförsäkrings AB Aurora 1896 och Försäkringsaktiebolaget Malmö 1902, vilkas VD han var från deras bildande till 1936. Därutöver var han 1932–1939 ordförande i styrelsen för Brand- och lifföräkringsaktiebolaget Skåne och 1928–1934 ordförande i styrelsen för Sydsvenska banken samt 1931–1936 vice ordförande i styrelsen för Återförsäkrings AB Aurora. Malmström är begravd på Sankt Pauli mellersta kyrkogård i Malmö.